# محمدحسن آبوشف
محمدحسن مینگاژوتدینوویچ آبوشف (روسی: Магомет-Гасан Мингажутдинович Абушев؛ زادهٔ ۱۰ نوامبر ۱۹۵۹) کشتی‌گیر آزاد بازنشسته اهل اتحاد جماهیر شوروی و قهرمان اتحاد جماهیر شوروی، اروپا و بازی‌های المپیک است.
وی در مسابقات کشوری و بین‌المللی در مجموع برندهٔ ۲ مدال طلا شده است.

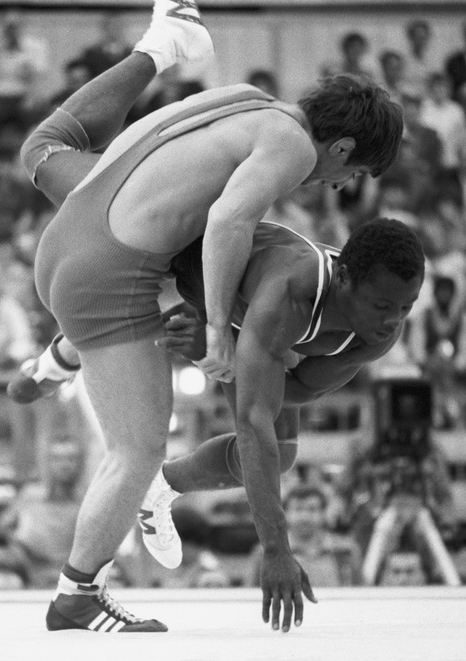
ابوشف (سمت چپ) در المپیک ۱۹۸۰ در مقابل آگوستین آتاسی از نیجریه